# Monte Malhão da Estrela

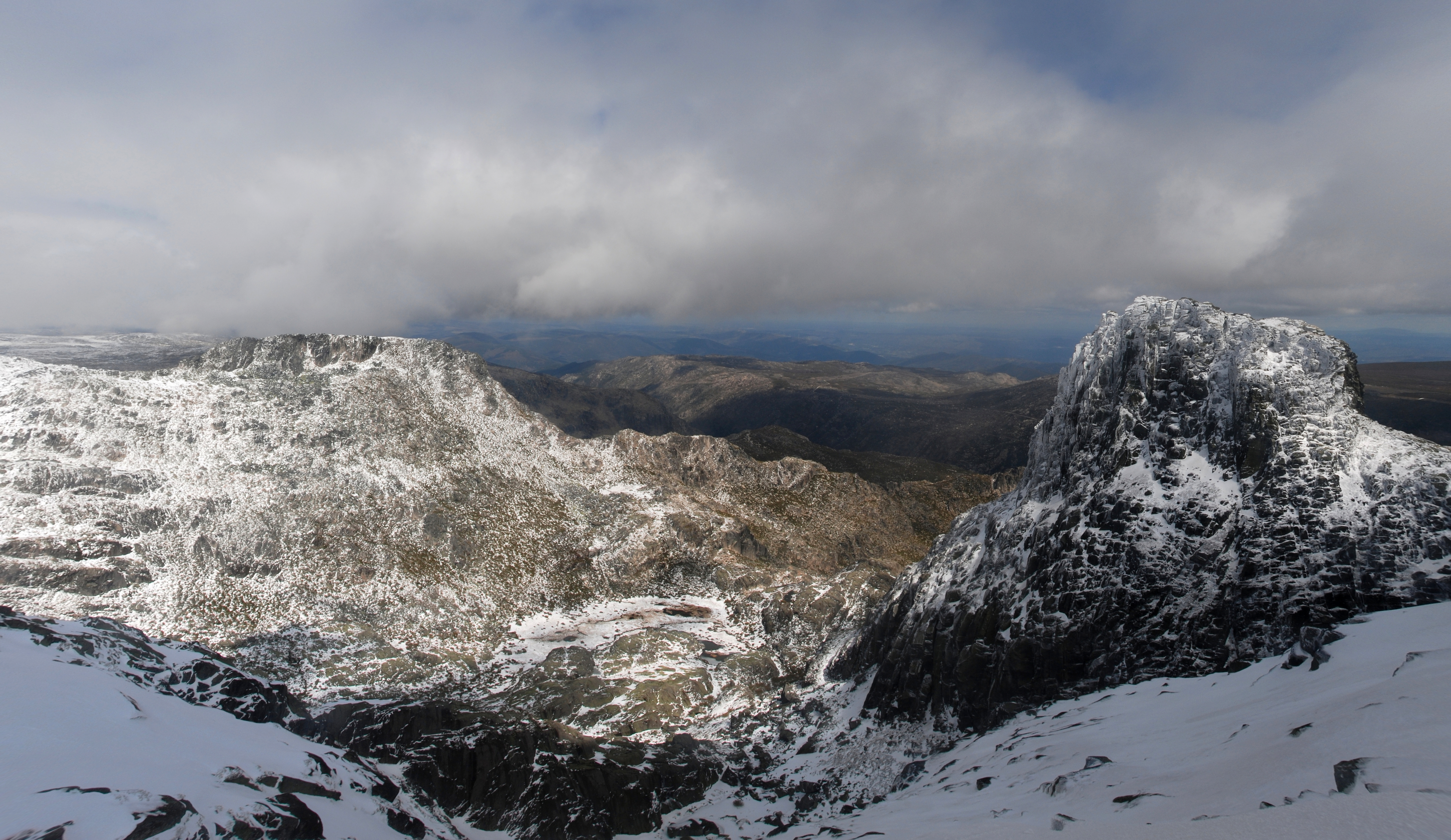

Il monte Malhão de Estrela è il punto più alto del Portogallo continentale, sfiora i 2000 metri (1993 metri s.l.m), appartiene alla catena del Sistema centrale portoghese ed è composto principalmente da rocce calcaree. Da questo monte nascono due importanti fiumi: il Mondego e Zêzere, affluente del Tago.